# 고노미야역
고노미야역(일본어: 国府宮駅)은 일본 아이치현 이나자와시에 위치한 나고야 철도 나고야 본선의 철도역이다. 역 번호는 NH 47이며, 섬식 승강장 2면 4선의 구조를 갖춘 지상역이다.

## 타는 곳
| 1 | ■ 나고야 본선 | 하행 | 이치노미야 · 가사마쓰 · 기후 방면                          | 대피선 |
| 2 | ■ 나고야 본선 | 하행 | 이치노미야 · 가사마쓰 · 기후 방면                          | 본선   |
| 3 | ■ 나고야 본선 | 상행 | 나고야 · 히가시오카자키 · 도요하시 · 주부코쿠사이쿠코 방면 | 본선   |
| 4 | ■ 나고야 본선 | 상행 | 나고야 · 히가시오카자키 · 도요하시 · 주부코쿠사이쿠코 방면 | 대피선 |

## 이용 현황
| 연도 | 1일 평균 하차 인원 | 1일 평균 승차 인원 |
| ---- | ------------------ | ------------------ |
| 2004 | 22,375             |                    |
| 2005 | 23,353             |                    |
| 2006 | 23,276             |                    |
| 2007 | 23,120             |                    |
| 2008 | 22,637             |                    |
| 2009 | 21,374             | 10,655             |
| 2010 | 21,029             | 10,477             |
| 2011 | 21,433             | 10,713             |
| 2012 | 21,827             | 10,910             |
| 2013 | 22,441             | 11,208             |
| 2014 | 22,230             | 11,115             |
| 2015 | 22,515             | 11,244             |

## 역 주변
- 나고야 문리 대학
- 아이치 분쿄 여자 단기 대학
- 나고야 문리 대학 문화 포럼
- 이나자와 시민 병원
- 이나자와 시립 주오 도서관
- 이나자와 공원

## 인접 역
| 나고야 철도 나고야 본선            | 나고야 철도 나고야 본선            | 나고야 철도 나고야 본선                    |
| ---------------------------------- | ---------------------------------- | ------------------------------------------ |
| NH 36 메이테쓰나고야 도요하시 방면 | □ 뮤 스카이 · □ 쾌속 특급 · ■ 특급 | 메이테쓰이치노미야 NH 50 메이테쓰기후 방면 |
| NH 44 신키요스 도요하시 방면       | □ 쾌속 급행 · ■ 급행               | 메이테쓰이치노미야 NH 50 메이테쓰기후 방면 |
| NH 45 오사토 도요하시 방면         | ■ 준특급                           | 메이테쓰이치노미야 NH 50 메이테쓰기후 방면 |
| NH 46 오쿠다 도요하시 방면         | ■ 보통                             | 시마우지나가 NH 48 메이테쓰기후 방면       |